# Следующая жизнь
«Следующая жизнь» (англ. Next Life) — предстоящая научно-фантастическая романтическая драма режиссёра Дрейка Доремуса, по его же сценарию. Главные роли в нём исполнят Эмилия Кларк, Эдгар Рамирес и Джек Фартинг.

## Сюжет
Сюжет фильма описывается как научно-фантастическая история любви. Джазовая певица Айви проживает разные жизни в двух параллельных реальностях.

## В ролях
- Эмилия Кларк — Айви
- Джек Фартинг
- Эдгар Рамирес

## Производство
Автором сценария и режиссёром фильма стал Дрейк Доремус. Производством фильма занимаются компании 42, Mutressa и Fetisoff Illusion. Элика Портной, Глеб Фетисов, Бен Пью и Кейт Бакли стали продюсерами наряду с Доремусом и Джоном Палфери Смитом.
В актёрский состав вошли Эмилия Кларк, Эдгар Рамирес и Джек Фартинг.
Основные съёмки проходили в Лондоне в декабре 2024 года.